# Colle di Tutti
Il Colle di Tutti è una montagna dell'isola d'Elba. 

## Descrizione
Situata nella parte occidentale dell'isola, fa parte della Catena del Monte Capanne e raggiunge un'altezza di 649 metri sul livello del mare. A quota leggermente superiore si trova il Colle Popoino. Nel piccolo pianoro del Colle di Tutti si trovano i resti di un caprile, mentre a quota più bassa sorge la Grotta della Leccia, vasto riparo pastorale utilizzato come rifugio durante la seconda guerra mondiale.
Il toponimo, che solo dai primi anni del XX secolo appare nella forma Colle di Tutti, deriva da Colle ai Dutti (attestazione nel 1840) con etimologia dal latino ductus («corso d'acqua»).